# Caconemobius varius
Caconemobius varius е вид насекомо от семейство Haglotettigoniidae. Видът е уязвим и сериозно застрашен от изчезване.

## Разпространение
Разпространен е в САЩ (Хавайски острови).